# Williams FW06
Williams FW06 je prvi Williamsov dirkalnik Formule 1, ki je bil v uporabi med sezonama 1978 in 1979, ko sta z njim dirkala Alan Jones in Clay Regazzoni. Je prvi dirkalnik Formule 1, ki sta ga naredila Frank Williams in Patrick Head, poganjal pa ga je 3,0L V8 motor Cosworth DFV
Debitiral je na prvi dirki sezone 1979 za Veliko nagrado Argentine, kjer je dirkal za moštvo le Alan Jones, kot tudi celostno sezono. Trikrat se mu je uspelo uvrstiti med dobitnike točk, najboljšo uvrstitev pa je dosegel na predzadnji dirki sezone za Veliko nagrado vzhodnih ZDA, kjer je bil drugi. 
FW06 je bil tudi uporabljen na prvih štirih dirkah sezone 1979, ko se je Jonesu pridružil še Clay Regazzoni. Edino uvrstitev v točke je dosegel Jones s tretjim mestom na dirki za Veliko nagrado zahodnih ZDA. Dirkalnik je postal zastarel, ko so se začeli pojavljati dirkalniki, ki so izkoriščali podtlak, zato ga je na peti dirki sezone zamenjal nov dirkalnik Williams FW07. 

## Popolni rezultati Formule 1
(legenda) (Odebeljene dirke pomenijo najboljši štartni položaj)
| Leto | Moštvo     | Motor       | Gume | Dirkači   | 1   | 2   | 3   | 4    | 5   | 6   | 7   | 8   | 9   | 10  | 11  | 12  | 13  | 14  | 15   | 16  | Toč | Prv |
| ---- | ---------- | ----------- | ---- | --------- | --- | --- | --- | ---- | --- | --- | --- | --- | --- | --- | --- | --- | --- | --- | ---- | --- | --- | --- |
| 1978 | WilliamsF1 | Cosworth V8 | G    |           | ARG | BRA | JAR | ZZDA | MON | BEL | ŠPA | ŠVE | FRA | VB  | NEM | AVT | NIZ | ITA | VZDA | KAN | 11  | 9.  |
| 1978 | WilliamsF1 | Cosworth V8 | G    | Jones     | Ret | 14  | 4   | 7    | Ret | 10  | 8   | Ret | 5   | Ret | Ret | Ret | Ret | 13  | 2    | 9   | 11  | 9.  |
| 1979 | WilliamsF1 | Cosworth V8 | G    |           | ARG | BRA | JAR | ZZDA | ŠPA | BEL | MON | FRA | VB  | NEM | AVT | NIZ | ITA | KAN | VZDA |     | 75  | 2.  |
| 1979 | WilliamsF1 | Cosworth V8 | G    | Jones     | 9   | Ret | Ret | 3    |     |     |     |     |     |     |     |     |     |     |      |     | 75  | 2.  |
| 1979 | WilliamsF1 | Cosworth V8 | G    | Regazzoni | 10  | 15  | 9   | Ret  |     |     |     |     |     |     |     |     |     |     |      |     | 75  | 2.  |